# Öaresjö
Öaresjö är en sjö i Kungsbacka kommun i Halland och ingår i Viskan-Rolfsåns kustområde. Sjön har en area på 0,0696 kvadratkilometer och ligger 68,1 meter över havet. Vid provfiske har abborre, mört och öring fångats i sjön.

## Delavrinningsområde
Öaresjö ingår i det delavrinningsområde (636559-128784) som SMHI kallar för Ovan 636634-128671. Medelhöjden är 76 meter över havet och ytan är 3,84 kvadratkilometer. Det finns inga avrinningsområden uppströms utan avrinningsområdet är högsta punkten. Vattendraget som avvattnar avrinningsområdet har biflödesordning 2, vilket innebär att vattnet flödar genom totalt 2 vattendrag innan det når havet efter 22 kilometer. Avrinningsområdet består mestadels av skog (64 %) och jordbruk (20 %). Avrinningsområdet har 0,16 kvadratkilometer vattenytor vilket ger det en sjöprocent på 4,1 %.